# Christian Piot
Christian Piot (ur. 4 października 1947 w Seraing) – belgijski piłkarz, bramkarz. Długoletni zawodnik Standard de Liège.
Standard Liège był jedynym klubem w jego dorosłej karierze. Trafił do niego w 1963, w pierwszym zespole debiutował w 1967 i do 1978 rozegrał ponad 300 spotkań. Trzy razy zostawał mistrzem kraju (1969–1971). Zdarzało mu się wykonywać rzuty karne. W 1972 otrzymał nagrodę dla najlepszego belgijskiego piłkarza.
W reprezentacji Belgii wystąpił 40 razy. Debiutował w 1969, ostatni raz zagrał w 1978. Grał na mistrzostwach świata w 1970 (3 spotkania). Dwa lata później znajdował się wśród brązowych medalistów ME 72.